# Jean-Jacques Blais
 (juillet 2025).
Si vous disposez d'ouvrages ou d'articles de référence ou si vous connaissez des sites web de qualité traitant du thème abordé ici, merci de compléter l'article en donnant les références utiles à sa vérifiabilité et en les liant à la section « Notes et références ».
Jean-Jacques Blais (né le 27 juin 1940) est un ancien homme politique canadien, qui a représenté la circonscription de Nipissing à la Chambre des communes du Canada de 1972 à 1984. Il était membre du Parti libéral du Canada.
Né à Sturgeon Falls, en Ontario, Blais a fréquenté l'École Sacré-Cœur et l'école secondaire de Sturgeon Falls avant d'obtenir un baccalauréat ès arts en 1961 et un baccalauréat en droit en 1964 de l'Université d'Ottawa. Il a été admis au Barreau de l’Ontario en 1966 et a été nommé conseiller de la reine en 1979. En 2001, il obtient une maîtrise en droit international de l'Université d'Ottawa.
Élu pour la première fois à la Chambre des communes du Canada pour la circonscription de Nipissing lors des élections fédérales de 1972, Blais a occupé plusieurs postes au sein du cabinet du gouvernement de Pierre Trudeau. Il a été secrétaire parlementaire du président du Conseil privé de 1975 à 1976, ministre des Postes de 1976 à 1978 et solliciteur général de 1978 à 1979.
Blais a conservé son siège lorsque le Parti libéral a été défait par le gouvernement progressiste-conservateur de Joe Clark et est revenu au Cabinet lorsque les libéraux ont repris le pouvoir en 1980. Il a été ministre de l'Approvisionnement et des Services de 1980 à 1983, puis ministre de la Défense nationale de 1983 jusqu'aux élections de 1984, lorsqu'il a perdu son siège au profit de Moe Mantha lors de la victoire des progressistes-conservateurs de Brian Mulroney.
Blais est ensuite retourné à la pratique du droit. En 1994, il a été nommé président du Centre Pearson pour le maintien de la paix, poste qu'il a occupé jusqu'à sa retraite en 2002. Il a été président du conseil d’administration de l’Institut de cardiologie de l’Université d’Ottawa jusqu’en 2012. Apres 1991 il a participé à 12 missions de démocratisation dont  mois en Bosnie en 1998 comme vice-président de la Commission électorale provisoire et 8 mois en Afghanistan en 2003 comme chef d'une mission de l'ONU sur les préparatifs électoraux.

## Archives
Il existe un fonds Jean-Jacques Blais à Bibliothèque et Archives Canada.